# Katharina Krenkel

Katharina Krenkel

Katharina Krenkel (* 1966 in Buenos Aires, Argentinien) ist eine deutsche Grafikerin und Bildhauerin.

## Leben
Katharina Krenkel absolvierte ein interdisziplinäres Studium in Kunst und Design an der Hochschule der Bildenden Künste Saar und schloss 1993 mit einem Diplom in Kommunikationsdesign ab. Seit 1989 ist sie als freischaffende Künstlerin tätig. Sie lebt und arbeitet im saarländischen Köllerbach.

## Werk
Katharina Krenkel arbeitet sowohl grafisch als auch plastisch, mit Wolle und anderen häkelbaren Materialien wie zum Beispiel Müllsäcken, Draht, Videobändern und Gummiprofilen. Ihre gehäkelten „weichen Skulpturen“ widersprechen dabei dem herkömmlichen Verständnis der Bildhauerei, die „harte“ Materialien bevorzugt. In ihrer Kunst verschiebt die Künstlerin Wahrnehmungen durch Überzeichnungen, veränderte Proportionen und eine ironische Brechung. Ihr grafisches Œuvre umfasst neben Stick- und Tuschezeichnungen auch Linoldrucke.

## Arbeiten in öffentlichen Sammlungen (Auswahl)
- Staatliche Kunsthalle Karlsruhe
- Städtische Galerie Bietigheim-Bissingen
- Städel Museum, Frankfurt am Main
- Stadt Neumünster
- Stadt Saarbrücken
- Ministerium für Bildung und Kultur Saarland
- Landeszentralbank des Saarlandes
- Modemuseum im Schloss Ludwigsburg
- Kunstmuseum Albstadt und Museen Albstadt
- Stiftung Kulturbesitz Kreis St. Wendel
- Gießkannenmuseum Gießen

## Ausstellungen (Auswahl)
- 2024 Winterbühne Bad Muskau, Fürst-Pückler-Park Bad Muskau
- 2023 Ein Roter Faden – Textile Wege in der Kunst, Ausstellungshaus Spoerri, Hadersdorf am Kamp[1]
- 2023 Stillleben, Kunstverein Norden
- 2022 Ornament – Natur von der Rolle, Stadtmuseum Siegburg
- 2021 This Ain't the Archies, Timeless Textiles Gallery, Newcastle Australia
- 2021 Mikromysterium – eine ansteckende Ausstellung, Stadthaus Ulm
- 2020 Katharina Krenkel „It’s a fuzzy world“. Abbild der Welt im Kleinen und Flauschigen, Stadtmuseum Siegburg
- 2019 Donaugalerie, Donaupark Tuttlingen
- 2018 Wanderskizzen Saarland – 25 Tage, 25 Bilder, eine Saarlandumrundung zu Fuß, Weltkulturerbe Völklinger Hütte
- 2015 DIE TEXTILE – Festival für textile Kunst, Schmallenberg
- 2015 Häkellabor, Tuchmacher-Museum Bramsche
- 2014 Häkellabor, Tuch und Technik Textilmuseum Neumünster
- 2014 Häkelkosmos, Deutsches Textilmuseum
- 2014 Crocher en Plein    Air, Botanischer Garten und Botanisches Museum Berlin-Dahlem
- 2013 Schöpfungsgeschichte, 2. Versuch, Stadtmuseum Beckum
- 2011 Schöpfungsgeschichte, 2. Versuch, Heyne Kunst Fabrik, Offenbach am Main
- 2010 S.O.S. – Rettungsringe im Kirchenschiff, Johanneskirche Saarbrücken
- 2009 Schöpfungsgeschichte, Maschenmuseum Albstadt
- 2008 Im Alchimielabor, Kulturzentrum Bosener Mühle, Bosen
- 2007 Gesteinsformation, CIGL, Schifflange, Luxembourg
- 2006 Alles Fußball – oder was?, Museum St. Wendel, St. Wendel
- 2005 mit haut und haar, Kunsttempel Kassel
- 2003 kleinkariert und großgemustert, Kunsthaus Kaufbeuren, Kaufbeuren
- 2002 STOFF, Galerie Albstadt